# Visual History Archive
Das Visual History Archive ist das internetbasierte Videoarchiv der USC Shoah Foundation an der University of Southern California (USC). Mit mehr als 55.000 Interviews mit Überlebenden und Zeugen von Genoziden, Verbrechen gegen die Menschlichkeit und damit verbundenen Verfolgungen ist es zurzeit das weltweit größte Interviewarchiv. Es geht zurück auf die von Steven Spielberg im Jahr 1994 gegründete Shoah Foundation.
In den 1990er Jahren zeichnete die Shoah Foundation die Erinnerung von Opfern (Juden, Homosexuelle, Sinti und Roma, Zeugen Jehovas, politisch Verfolgte und “Euthanasie-Opfer”) und Zeugen (Helfer, Retter, Befreier und Zeugen der Befreiung, sowie Involvierte in den Kriegsverbrecherprozessen) des Holocaust aus 56 Ländern in 32 Sprachen auf. Die Interviews wurden von dem Shoah Foundation Institute digitalisiert, verschlagwortet und mittels eines Archivierungssystems über das Visual History Archive zugänglich gemacht. Die Software ermöglicht eine differenzierte Recherche über den Bestand mit verschiedenen Filtern und thematischen und geografischen Schlagworten.
Seit 2006 sammelt die USC Shoah Foundation auch Interviews mit Überlebenden und Zeugen anderer Genozide und Verbrechen gegen die Menschlichkeit, wie z. B. zum Genozid in Ruanda und ergänzt das Visual History Archive um von anderen Institutionen erstellte Sammlungen z. B. zum Genozid an den Armeniern.
Verschiedene Einrichtungen bieten Zugang zu themenspezifischen Teilsammlungen aus dem Visual History Archive. So stehen im Jüdischen Museum in Berlin die deutschsprachigen Interviews zur Verfügung. Der Vollzugriff auf alle Interviews der Sammlung ist nur an Institutionen möglich, die über eine entsprechende Nutzungslizenz verfügen. Im deutschsprachigen Raum sind das neben der Freie Universität Berlin, die bereits seit Ende 2006 den Zugang ermöglicht, die Deutsche Nationalbibliothek in Leipzig und in Frankfurt am Main, die Justus-Liebig-Universität Gießen, die Leibniz Universität in Hannover. Seit der Einrichtung des mit dem Fritz Bauer Institut verbundenen Lehrstuhls zur Geschichte und Wirkung des Holocaust (2017) ist ein Zugang auch an der Goethe-Universität in Frankfurt am Main möglich. Auch im Institut für Zeitgeschichte München-Berlin ist seit 2017 der Zugang möglich. Die Fachinformationsdienste (FID) „Geschichtswissenschaft“ und „Jüdische Studien“ stellen für registrierte Nutzer einen Zugang via FID-Lizenz bereit.
An der Freien Universität Berlin wurden im Rahmen des Projektes „Zeugen der Shoah“, Materialien entwickelt, die die Arbeit mit lebensgeschichtlichen Video-Interviews der USC Shoah Foundation im Schulunterricht in Deutschland ermöglichen. Unter anderem wurde gemeinsam mit der Bundeszentrale für politische Bildung die DVD Edition „Zeugen der Shoah“  herausgegeben.